# 僕たちのTomorrow
「僕たちのTomorrow」（ぼくたちのトゥモロー）は、池田綾子の5枚目のシングル。2004年5月25日にUNIVERSAL Jから発売された。

## 解説
表題曲「僕たちのTomorrow」は、フジテレビ系で放送された『金曜エンタテインメント』のエンディングテーマ。また、2004年から2009年まで、JR九州新幹線「つばめ2枚きっぷ」CMソングとして使用された。
2011年3月19日12時00分（日本時間）から2011年6月30日23時59分まで、Amazon（R）MP3にて、東北関東大震災被災地支援の為の表題曲のチャリティー配信を行った。

## 収録曲
| 全編曲: TATOO。 |                                    |                      |                 |      |
| #               | タイトル                           | 作詞                 | 作曲            | 時間 |
| 1.              | 「僕たちのTomorrow」               | 池田綾子、渡辺なつみ | TATOO           | 4:44 |
| 2.              | 「白いギフト」                     | 池田綾子             | 池田綾子、TATOO | 4:18 |
| 3.              | 「朝陽の中で」                     | 池田綾子             | 池田綾子        | 5:03 |
| 4.              | 「僕たちのTomorrow」(instrumental) |                      |                 | 4:43 |